# Pavel Mozga
Pavel Mozga (* 27. června 1945 Dřevohostice) byl český politik, po sametové revoluci československý poslanec Sněmovny národů Federálního shromáždění za formaci Sdružení pro republiku - Republikánská strana Československa (republikáni).

## Biografie
V dětství žil v Bystřici pod Hostýnem. Vyučil se elektromechanikem motorových vozidel v podniku PAL – Magneton Kroměříž. V roce 1963 nastoupil do zaměstnání na Důl Odra jako horník. Od roku 1970 pracoval jako řidič nákladních vozidel v podniku Ingstav Brno, později pro Dopravní stavby Olomouc a Agrostav Kroměříž. Po sametové revoluci se začal politicky angažovat. V roce 1990 vstoupil do Sdružení pro republiku – Republikánské strany Československa a na prvním řádném sjezdu této formace byl zvolen do širšího předsednictva. V roce 1992 se stal místopředsedou republikánů.
Ve volbách roku 1992 byl za SPR-RSČ zvolen do české části Sněmovny národů (volební obvod Jihomoravský kraj). Ve Federálním shromáždění setrval do zániku Československa v prosinci 1992. V parlamentu se stal účastníkem aféry, kdy se skupina poslanců (v čele s Františkem Kondelíkem) opila v parlamentním bufetu, hajlovala a ohrožovala novináře nožem. V září 1992 požádala okresní prokuratura v Kroměříži o jeho vydání k trestnímu stíhání za výtržnictví, hanobení republiky a jejího představitele a útok na veřejného činitele. 13. července 1992 totiž v restauraci v Roštíně v podnapilém stavu použil urážlivá slova na adresu prezidenta Václava Havla a napadal urážkami několik okolních lidí. Jednoho z nich pak udeřil dlaní do obličeje. Když pak do Roštína dorazila incident vyšetřit policejní hlídka, Mozga napadl policisty hrubými urážkami. Bytem se uváděl v obci Cetechovice.
V komunálních volbách roku 1994 byl zvolen zastupitelem města Kroměříž za SPR-RSČ. V senátních volbách roku 1996 kandidoval do horní komory českého parlamentu za senátní obvod č. 76 – Kroměříž, coby nezávislý kandidát (člen SPR-RSČ – dle tvrzení vedení strany byl ale z ní již v té době vyloučen). Získal jen necelá 2 % hlasů a nepostoupil do 2. kola. V roce 1998 obvinil předsedu SPR-RSČ Miroslava Sládka z manipulativních technik v řízení strany a z neprůhledného hospodaření.
V únoru 1993 Mozga způsobil u Karlových Varů nehodu, při níž kvůli jeho hrubému porušení předpisů (předjížděl pomalu jedoucí vůz v úseku s plnou dělicí čárou, neměl úplně v pořádku brzdy) zemřel pražský taxikář a těžce zraněni byli dva Francouzi. Kvůli průtahům ve vyšetřováním, kdy se čekalo na výslech těžce zraněných a na lékařskou zprávu o jejich zranění, byl Mozga státním zástupcem obžalován až v březnu 1996. Na konci června 1997 Mozgu Okresní soud v Karlových Varech odsoudil k 15 měsícům odnětí svobody a zaplacení téměř 500 tisíc Kč odškodného za léčení obou raněných. Nepodmíněný trest odnětí svobody na 15 měsíců potvrdil v prosinci 1997 i Krajský soud v Plzni, jenž Mozgovi navíc zakázal řízení motorových vozidel na 5 let. Ve věci odškodnění přiznal jednomu ze zraněných cizinců 30 tisíc Kč bolestného, s ostatními nároky, jež se vyšplhaly přes 1 milion francouzských franků, je odkázal na občanskoprávní řízení.